# 울산광역시 소방본부
울산광역시 소방본부(蔚山廣域市 消防本部, Ulsan Fire Department)는 울산광역시를 관할하는 울산광역시청 산하의 소방본부이다. 울산광역시 남구 중앙로 201에 위치하고 있다.
본부장은 소방준감으로 보한다.
산하에 6개 소방서, 1개 소방항공대를 두고 있다.

## 연혁
- 1997년 7월 19일 울산광역시 소방본부 설치

### 역대 본부장
| 대수 | 이름   | 임기                              |
| ---- | ------ | --------------------------------- |
| 1대  | 박영부 | 1997년 7월 15일 ~ 1998년 10월 1일 |
| 2대  | 강현호 | 1998년 10월 2일 ~ 2001년 2월 12일 |
| 3대  | 김정화 | 2001년 2월 13일 ~ 2002년 1월 2일  |
| 4대  | 박상운 | 2002년 1월 3일 ~ 2004년 1월 11일  |
| 5대  | 김차수 | 2004년 1월 12일 ~ 2004년 6월 30일 |
| 6대  | 박호선 | 2004년 7월 1일 ~ 2005년 8월 31일  |
| 7대  | 류해운 | 2005년 9월 1일 ~ 2007년 7월 5일   |
| 8대  | 정재웅 | 2007년 7월 6일 ~ 2008년 9월 22일  |
| 9대  | 배철수 | 2008년 9월 23일 ~ 2011년 3월 13일 |
| 10대 | 김국래 | 2011년 3월 14일 ~ 2012년 1월 27일 |
| 11대 | 김영중 | 2012년 2월 11일 ~ 2014년 3월 31일 |
| 12대 | 이갑규 | 2014년 4월 1일 ~ 2015년 7월 5일   |
| 13대 | 조인재 | 2015년 7월 6일 ~ 2017년 1월 31일  |
| 14대 | 허석곤 | 2017년 2월 1일 ~ 2019년 9월 22일  |
| 15대 | 김종근 | 2019년 9월 23일 ~ 2020년 2월 5일  |
| 16대 | 엄준욱 | 2020년 2월 6일                    |
| 17대 | 정병도 | 2021년 7월 ~ 2023년 3월 10일      |
| 18대 | 이재순 | 2023년 3월 10일 ~                 |

## 조직
| - 소방행정과 - 행정팀 - 기획감찰팀 - 예산장비팀 | - 안전구조과 - 예방안전팀 - 방호조사팀 - 구조구급팀 - 생활안전팀 - 특수화학구조대 - 소방항공구조대 | - 119종합상황실 - 정보통신팀 - 상황관리 1·2·3팀 |

## 산하기관
- 울산중부소방서
- 울산남부소방서
- 울산동부소방서
- 울산북부소방서
- 남울주소방서
- 서울주소방서
- 울산광역시 소방항공구조대

## 같이 보기
- 대한민국 소방청
- 대한민국의 소방
- 대한민국 소방공무원